# (243002) Lemmy
(243002) Lemmy ist ein Asteroid des äußeren Hauptgürtels. Er wurde am 11. Oktober 2006 vom US-amerikanischen Astronomen Andrew Becker am Apache-Point-Observatoriums (IAU-Code 645) in New Mexico entdeckt.
Der Asteroid wurde am 14. November 2016 nach Lemmy Kilmister (1945–2015) benannt, dem Sänger und Bassisten der Rockband Motörhead. Nach Motörhead war 2014 ein Asteroid benannt worden: (250840) Motörhead.